# Neptunia
Neptunia es un género de plantas con flores perteneciente a la familia Fabaceae, subfamilia Mimosoideae. Es originario de Australia.

## Especies seleccionadas
- Neptunia amplexicaulis Domin[1]
- Neptunia dimorphantha Domin[1]
- Neptunia gracilis Benth.[1]
- Neptunia lutea
- Neptunia major (Benth.) Windler[1]
- Neptunia monosperma F.Muell. ex Benth.[1]
- Neptunia pubescens
- Neptunia oleracea